# Лая Маруль
Лая Маруль (ісп. Laia Marull i Quintana; нар. 4 січня 1973, Барселона, Іспанія) — іспанська акторка театру і кіно.

## Вибіркова фільмографія
- Ель Греко (2007)
- Чорний хліб (2010)
- Карлос, король-імператор (2015—2016)

## Нагороди
- Премія «Гойя» (2000, 2003, 2010)
- Премія «Max»